# Sávos műsorszerkesztés

Szokásos USA-beli sávos televíziós beosztás hétköznapokra. Az üres mező az éjfél utáni 2 és 6 óra közötti "graveyard slot" időszak, amely nálunk általában műsorszünet

A sávos műsorszerkesztés (angolul dayparting) a médiában kialakult sávos időbeosztási rendszert jelöli, amelynek pl. a hirdetések sugárzásának díjazásában van jelentősége.
A fogalmat a magyar szóhasználatban más nevekkel is említik, mint daypart, vagy televíziós/rádiós napszakok vagy – leegyszerűsítő módon – műsoridők.
Lényege egy olyan televíziós gyakorlat folyamán jön létre, amikor az adott országban nézettség és célcsoportok alapján egy televíziós csatorna a nap 24 óráját beosztja. Ekkor jönnek létre műsoridők, melyek idején általában azonos típusú programok futnak. A műsoridők fogalma a rádiózás szakmájában is elterjedt, bár itt eltérően osztják be azokat, mint a televízió esetében, mivel más médiaplatform. Itt az úgynevezett drive time-ok (vezetési időszak) a leghallgatottabb műsoridők, reggelente és délutánonként, mikor a legtöbben autóban ülnek.

## Hétköznaponként
- reggeli műsoridő (early morning): Az Amerikai Egyesült Államokban és Magyarországon is ez a műsoridő általában 6:00-10:00-ig tart. A családok általában a nap ennek a szakaszában reggeliznek, készülődnek, ekkor általában félfüllel is figyelhető reggeli show-műsorok kapnak helyet a napon, melyekben kisebb hírek, színesek kapnak helyet, és beszélgetések szakértőkkel, ismert emberekkel a témák kapcsán. Az államokban a Good Morning America és a Today a legismertebb ilyen műsor, hazánkban pedig a Mokka, illetve a Reggeli.
- nappali műsoridő (daytime): Ez a műsoridő általánosan 10:00 és 16:00-30 közé tehető, mely főként az otthonmaradó nőket célozza meg, bár átlagban ez a napszak nézetlenebb. Éppen ezért, ilyenkor ismétléseket adnak az esti sorozatokból, show-műsorokból, vagy régebbieket tűznek újra műsorra, illetve ezért gyakori az is, hogy televíziós vásárlást adnak.
- délutáni műsoridő (early fringe): Amint az előző véget ért, 19:00-30-ig ez a műsoridő megy, mely általában szappanoperákat közvetít új részekkel, mivel ezek az idősebb nőket célozzák meg, akik később kevesebbet ülnek a televízió előtt. Hazánkban ez a műsoridő általában egy órával korábban kezdődik, 15:30 körül, és 18:30-kor ér véget. Ilyen sorozatok nálunk a Riválisok; a Te vagy az életem, és az Amit a szív diktál.
- főműsoridő előkészítő (prime access): A főműsoridő előtti, általában félórás, 19:30-20:00-ig, a magyar köztévén 19:00-19:30-ig, kereskedelmi csatornákon 18:30-tól 19:00-ig tartó időintervallumot legtöbbször híradással töltik ki a televíziós csatornák, ezzel előkészítve a legnézettebb műsoridőt. Ugyanekkor vetélkedőműsorok vetítése is elterjedt. (nálunk Tények és a Híradó)
- főműsoridő (primetime): A legnézettebb időszak, amikor a napi teendők elvégzése után a legtöbben ülnek a tévéképernyők elé. A sorozatok új epizódjait (kivéve a szappanoperákat) erre az időszakra teszik a nagyobb kereskedelmi csatornák. Magyarországon rendhagyó módon kezdődik a főműsoridő, ugyanis hazánkban kiemelkedő nézettségnek örvendenek a valóságshowk és a napi magyar filmsorozatok, így a 19:00-kor kezdődő főműsoridőben (a legtöbb helyen 20:00-kor) a magyar nézők először egy 50 perces reality-műsort (Családi titkok, Való Világ) vagy vetélkedőt (1 perc és nyersz!; 40 milliós játszma) láthatnak, majd indul a szokásos magazinműsor, (Fókusz, Aktív) amit az általában legnézettebb műsorszám, a Jóban-rosszban (egyik csatorna) és a Barátok közt (másik csatorna) követ 20:50 körül, majd ezután hazánkban általában amerikai sorozatok jönnek új részekkel, mint A mentalista; Dr. Csont vagy a Dallas. Ezek hétfőtől péntekig folyamatosan változnak.
- éjjeli hírek és late night (late fringe): Amíg az Egyesült Államokban egy híradás, majd late-night show követi a főműsoridőt 23:30 után, Magyarországon ismétlések, filmek követik azt általában. Ez a műsoridő a late night záró (post late fringe) idővel együtt (mely hazánkban nem különül el) 02:00-ig tart.
- műsorszünet ideje (graveyard slot): A 02:00-tól 06:00-ig tartó szakaszt hívjuk a graveyard slotnak (temetői műsoridő), hazánkban általában a műsorszünet idejének. Az Egyesült Államokban erre az időre a főbb kereskedelmi csatornák sokszor nem állnak le, hanem olyan műsorokat vetítenek, melyekről a műsorszolgáltatók azt gondolják, biztosan "halálra vannak ítélve", azaz rétegműsorok, művészfilmek, főműsoridőben is nézetlen vagy kevésbé nézett műsorokat, illetve ismétléseket. A legnézetlenebb időszak, melyet egyes magyar csatornák műsorszünettel töltenek, vagy egy időben adásszünettel töltöttek ki. A hazai tévéadók többsége azonban nem áll le az éjszakai sávban, hanem a fentebb felsorolt típusú televíziós műsorokat sugároznak.

## Hétvégenként
- reggeli műsoridő (early morning): Elterjedt műsorblokk ekkor a felkelő gyermekek szórakoztatására a szombat reggeli rajzfilmek, mint hazánkban a Kölyökklub vagy a TV2 Matiné.
- nappali műsoridő (daytime): Általában hétvégenként napközben 10 órától egészen 18:30-ig ez tölti ki a programot, melyben ilyenkor leginkább filmek kapnak helyet.
- főműsoridő előkészítő (prime access): 18:30-tól 19:00-ig a szokásos hírműsor adagja.
- főműsoridő (primetime): Hétvégenként este, 19:00-tól nagyobb, díjnyertes filmek vetítése elterjedt Magyarországon, illetve számos alkalommal ilyenkorra tehetők a nagyobb show-műsorok időpontja, amik általában tehetségkutatók, mint az X-Faktor vagy a Megasztár. Ezek gyakran az év legnézettebb műsorai.